# Louis Boudenoot
Louis Boudenoot,, est un ingénieur et homme politique français né le 2 mai 1855 à Fruges (Pas-de-Calais) et mort le 23 octobre 1922 dans le 6e arrondissement de Paris. En tant que parlementaire, Louis Boudenoot honore les différents mandats qui lui sont confiés par l'ampleur de son travail et de son investissement dans ses fonctions. Il a joué un rôle central dans la vie politique du Pas-de-Calais : il fait partie de la génération des nouveaux notables des années 1880, profondément républicains, dont l'action décidée a permis l'implantation durable d'idée de république dans les esprits, en particulier, pour ce qui concerne Louis Boudenoot sur ses terres natales, terres de vieille tradition bonapartiste.
Le prix Louis-Boudenoot est nommé en sa mémoire.

## Biographie
Louis Charles François Boudenoot, naît à Fruges le 2 mai 1855. Il est le fils de Charles François Boudenoot, négociant et de Julie Louise Françoise Lecucq,sans profession.
Il fait des études brillantes au lycée de Saint-Omer, devient bachelier, puis obtient une licence en droit à l'université de Paris. Il entre alors à l'École Polytechnique (classé 8e) en 1876, sort 33e, est reçu au concours de l'École nationale supérieure des mines de Paris en 1878, en sort en 1881, classé 5e et devient ingénieur civil des Mines.
Il travaille dans différents secteurs économiques : pneumatique, chemin de fer, agriculture.
Il collabore et donne des articles à plusieurs publications : le Mémorial Artésien, journal publié à Saint-Omer, devient secrétaire de rédaction du Portefeuille économique des machines, de l'outillage et du matériel, mensuel édité à Paris, de même qu'aux Nouvelles annales de la construction, autre mensuel publié depuis Paris.
Il fait partie du comité de la Société des ingénieurs civils et occupe également le poste de secrétaire du Congrès international de mécanique appliquée. Il assure en 1884 la promotion de la distribution de l'énergie pneumatique à domicile au moyen de l'air raréfié.
On le retrouve encore en tant que gestionnaire de différentes sociétés : président des conseils d'administration de la compagnie générale de voies ferrées d'intérêt local (administrateur en 1886 puis président en 1893), de la compagnie des mines de Carvin en 1885, où il œuvre à augmenter la production tout en améliorant les conditions de travail, une des fosses de cette compagnie portait d'ailleurs son nom : Fosse n° 4 des mines de Carvin, administrateur de la compagnie des mines de Bruay, des établissements Kuhlmann.
Il a également été enseignant à l'Association polytechnique.
Louis Boudenoot n'a jamais oublié Fruges malgré ses activités très prenantes et ses mandats politiques : la commune lui doit sa maison de retraite. Par testament, il donne à la ville 150 hectares de terre et plusieurs maisons dont celle que ses parents, disparus en 1880 et 1882, avaient fait construire en 1874 au bas de la grand-place. Cette propriété abrite à présent la bibliothèque et le musée de la commune.
Peu de temps avant sa mort, il fait un legs à l'Académie des sciences dans le but de créer un prix destiné à récompenser tous les cinq ans, le meilleur ouvrage propre à inspirer l'amour de la France, le prix Louis-Boudenoot.
Il meurt le 23 octobre 1922 dans le 6e arrondissement de Paris à l'âge de 67 ans, après une courte maladie. Il est inhumé dans le cimetière de Fruges, dans le caveau familial, avec son épouse, née Isaure Delattre, morte à Paris le 12 avril 1950.

## Carrière politique
Louis Boudenoot montre son intérêt pour la politique dès l'École Polytechnique et y fonde un groupe d'union républicaine.
Louis Boudenoot montre au cours de sa carrière son réel talent oratoire, ses discours sont clairs et courts. Ses réélections successives montrent et contribuent en même temps à sa notoriété qui ne fait que grandir au fil du temps.

### Conseiller général
Conseiller général du canton de Fruges en 1885, à 30 ans, jusqu'à sa mort en 1922,  Louis Boudenoot s'active pour l'adoption d'un chemin de fer à voie étroite. Il multiplie les interventions à propos de la vie quotidienne des populations rurales : chemins vicinaux, remembrement, intérêt des concours agricoles, maillage du territoire en bureaux de poste. Dans ses différents mandats, une de ses œuvres majeures restera le développement des "chemins de fer agricoles" pour permettre le désenclavement des campagnes et éviter leur isolement. Il s'implique ainsi fortement pour la création de la ligne Berck-Aire-sur-la-Lys.

### Député
Louis Boudenoot se présente aux élections législatives de 1889, sous l'étiquette de républicain dans l'arrondissement de Montreuil, face aux conservateurs et boulangistes. Il est élu au premier tour.
Il se retrouve ainsi député du Pas-de-Calais, à 34 ans, de 1889 à 1901, pendant trois législatures, soit pendant 12 ans : élu en 1889, réélu en 1893 et en 1898, sans concurrent à cette dernière élection, à chaque fois élu au premier tour, avec des majorités toujours plus confortables. 
Dans sa profession de foi de 1893, Louis Boudenoot affiche les convictions profondes qui guideront toute sa vie : il se veut ni révolutionnaire, ni réactionnaire, mais républicain au centre du parti républicain, opposé aux ennemis de la République, aux radicaux ou autres socialistes. Il vise à assurer l'ordre et la liberté, et en matière d'économie, se déclare favorable à la protection de l'activité française (industrie, commerce, agriculture) en poursuivant la politique menée depuis 1889. En matière d'administration du pays, il se prononce en faveur d'un plus grand rôle des départements et des communes. Il n'oublie pas l'amélioration de la situation des travailleurs, favorable aux œuvres qui les aident : Assistance Publique et Prévoyance, amélioration de la sécurité des ouvriers, développement de l'hygiène domestique et sociale, création/extension des institutions, comme des hospices cantonaux pour les travailleurs âgés et infirmes. En revanche, il se montre réservé sur l'idée de donner plus aux travailleurs même pour qu'ils puissent se gérer eux-mêmes. Au total, un programme équilibré et modéré, très républicain, mais ainsi qu'il le dit lui-même, il ne figure pas parmi les hommes politiques aux idées les plus avancées en matière sociale. 
Dans son action parlementaire, il fait montre de son pragmatisme, de son sens des réalités et révèle une énorme puissance de travail. 
Il est un député très actif à la Chambre, souvent nommé comme rapporteur au sein de la commission du Budget. Il intervient également beaucoup sur les travaux publics, les chemins de fer, la télégraphie militaire. Il participe à différentes commissions parlementaires : celle des chemins de fer, celle des patentes et du budget, celle du travail, celle du règlement et celle de l'armée, sans parler des commissions spécialisées auxquelles il assiste. 
Louis Boudenoot multiplie les propositions de loi, les rapports sur différents projets de textes et de conventions; la variété des sujets impressionne, tous les sujets paraissent le concerner, son activité en impose.
Il sort de la Chambre des députés pour entrer au Sénat. 

### Sénateur
Louis Boudenoot se présente aux élections sénatoriales partielles du 3 novembre 1901, organisées pour pourvoir au remplacement d'un sénateur mort en fonction.
Louis Boudenoot est sénateur du Pas-de-Calais de 1901 à 1922, pendant 21 ans : élu en 1901, réélu en 1909 et en 1920, à chaque fois au 1er tour.
Il déploie au Sénat la même activité qu'à la Chambre des députés : rapporteur de nombreux budgets, de plusieurs projets de loi sur ses thèmes de prédilection : rachat par l'État du réseau de chemin de fer de l'Ouest en 1908, ou le concernant de près du fait du département dont il est issu ou du fait des sociétés où il joue un rôle : durée du travail dans les mines en 1910.
Au Sénat, il s'inscrit au groupe de l'Union républicaine, dont il devient le président. En 1906, il est secrétaire du Sénat. Élu vice-président de la commission de l'Armée en 1914, il occupe ce poste au moment du déclenchement de la première guerre mondiale, et il en devient président en 1917, il y succède à Georges Clemenceau. Il est élu vice-président du Sénat en 1919, le travail accompli, les services rendus notamment pendant les années de guerre, lui valant l'admiration et la reconnaissance de ses pairs.
Il vote la loi de séparation des Églises et de l'État de 1905.
Le président du Sénat, Léon Bourgeois, prononce son éloge funèbre lors de la séance du 26 octobre 1922 en des termes soulignant son « admirable vie, toute de travail, de probité et de dévouement à la chose publique ».

## Œuvres
En dépit de ses nombreuses activités, Louis Boudenoot trouve encore le temps de publier quelques études :
- Mémoire sur la distribution de la force motrice à domicile au moyen de l'air comprimé, 1885.
- Le centenaire de la bataille de Valmy, 1892.
- L'abus de l'initiative en matière de dépenses, 1899.
- La Tunisie et ses chemins de fer, 1902

## Pour approfondir

### Sources
- « Louis Boudenoot », dans le Dictionnaire des parlementaires français (1889-1940), sous la direction de Jean Jolly, PUF, 1960 [détail de l’édition]
- « Louis, Charles, François Boudenoot », sur le site de l'Assemblée nationale, Sycomore, lire en ligne.
- « BOUDENOOT Louis », sur le site du Sénat, lire en ligne.
- « Louis Boudenoot », dans 100 figures du Pas-de-Calais, 1790-2000, Les Échos du Pas-de-Calais, Lillers, octobre 2001.
- « Louis Boudenoot », sur Personnalités nées à Fruges, site en ligne, lire en ligne.